# Championnat de France masculin de volley-ball 1972-1973
Navigation
Saison précédente Saison suivante
Le Championnat de France de volley-ball Nationale 1 1972-1973 a opposé les dix meilleures équipes françaises de volley-ball.

## Listes des équipes en compétition
| \| Paris UC Dunkerque Grenoble Montpellier UC ASPTT Montpellier RC France Saint-Maur-des-Fossés Sète Stade Français Joinville-le-Pont \| Localisation des clubs engagés dans le championnat. |
| Paris UC Dunkerque Grenoble Montpellier UC ASPTT Montpellier RC France Saint-Maur-des-Fossés Sète Stade Français Joinville-le-Pont                                                           |

| US Dunkerque                |
| AS Grenoble                 |
| CO Joinville                |
| Montpellier Université Club |
| ASPTT Montpellier           |
| Paris UC                    |
| Racing club de France       |
| VGA Saint-Maur              |
| Arago de Sète               |
| Stade Français              |

## Formule de la compétition
- Type championnat : Dix équipes en compétition avec dix huit matches aller et retour sans play-offs

## Saison régulière

### Classement
| #  | Équipe                | Pts | J  | G  | P  | SP | SC |
| 1  | Montpellier UC        | 33  | 18 | 15 | 3  | 48 | 25 |
| 2  | Stade français        | 32  | 18 | 14 | 4  | 47 | 25 |
| 3  | RC de France          | 31  | 18 | 13 | 5  | 47 | 26 |
| 4  | Sète                  | 30  | 18 | 12 | 6  | 44 | 24 |
| 5  | Saint-Maur-des-Fossés | 30  | 18 | 12 | 6  | 40 | 28 |
| 6  | Paris UC              | 28  | 18 | 10 | 8  | 42 | 35 |
| 7  | Grenoble              | 25  | 18 | 7  | 11 | 34 | 42 |
| 8  | ASPTT Montpellier     | 22  | 18 | 4  | 14 | 23 | 47 |
| 9  | Dunkerque             | 20  | 18 | 2  | 16 | 11 | 51 |
| 10 | Joinville-le-Pont     | 19  | 18 | 1  | 17 | 19 | 51 |

## Bilan de la saison
| Tableau d'Honneur |                |
| Compétition       | Vainqueur      |
| Nationale 1       | Montpellier UC |

| Qualifications européennes 1973-1974 |                |
| Compétition                          | Qualifiés      |
| Coupe d'Europe des Clubs Champions   | Montpellier UC |
| Coupe des vainqueurs de Coupes       | Stade français |

| Promotions et relégations |                            |
| Relégués en Nationale 2   | US Dunkerque CO Joinville  |
| Promus de Nationale 2     | Rennes EC Tourcoing Sports |